# Ладан Олександр Феодосійович
Олександр Феодосійович Ладан (13 травня 1952, Сербичани — 15 липня 2020, Бровари) — український геодезист. Академік Інженерної академії наук. Почесний геодезист України, Почесний геодезист СРСР. Директор Українського державного науково-виробничого інституту зйомок міст та геоінформатики імені А. В. Шаха. Голова Ради директорів підприємств Державної служби геодезії, картографії та кадастру України з 1997 року.. Член Колегії Укргеодезкартографії.

## Біографія
Народився 1 травня 1952 року в селі Сербичани Сокирянського району Чернівецької області.

Могила Олександра Ладана, Лісове кладовище

У 1974 році закінчив Львівського політехнічного інституту, геодезичний факультет. Пройшов шлях від інженера до директора інституту «Укргеоінформ» ім. А. В. Шаха, який очолив у 1997 році. Цього ж року О. Ф. Ладан був обраний головою ради директорів підприємств Державної служби геодезії, картографії та кадастру України.
У 2005—2010 рр. — Член делегації України на переговорах з РФ щодо демаркації держкордону між Україною і Росією.
Помер 15 липня 2020 року в Броварах від важкої хвороби. Похований на Лісовому кладовищі Києва разом з матір'ю.

## Нагороди та відзнаки
- Почесна грамота Кабінету Міністрів України.
- Почесна грамота Міністерства екології та природних ресурсів України
- Почесна грамота Міністерства освіти і науки України
- Почесна грамота Укргеодезкартографії
- Почесна грамота Федерації профспілок України